# Пајн Риџ (Јужна Каролина)
Пајн Риџ (енгл. Pine Ridge) град је у америчкој савезној држави Јужна Каролина.

## Демографија
По попису из 2010. године број становника је 2.064, што је 471 (29,6%) становника више него 2000. године.
| Група             | 2000.         | 2010.         |
| Белци             | 1.467 (92,1%) | 1.774 (85,9%) |
| Афроамериканци    | 82 (5,1%)     | 201 (9,7%)    |
| Азијати           | 14 (0,9%)     | 26 (1,3%)     |
| Хиспаноамериканци | 19 (1,2%)     | 38 (1,8%)     |
| Укупно            | 1.593         | 2.064         |